# Tara (von Neudorf)
Tara (von Neudorf), né le 17 janvier 1974 en Transylvanie à Luduș (en hongrois : Marosludas, en hongrois : Ludasch), est un artiste contemporain roumain.

## Biographie
Sorin Tara (von Neudorf) a fait ses études à la Faculté des arts graphiques de l'Universitatea de Artă şi Design, UAD à Cluj-Napoca, où il a ensuite poursuivi à la Faculté de peinture. Depuis 2005 il collabore avec la Galerie d'art Anaid de Bucarest, qui a  organisé ses principales expositions : « Black Rumania » (2005), « Finis Mundi » (2007), « Génération Djihad » (2009), « Raving History » (2012). Il a exposé également à l'étranger, notamment aux Pays-Bas, en Allemagne, aux États-Unis, en Hongrie, en Pologne. 
En 2012, il a reçu le prix Artaward Strabag International, puis a présenté une exposition de ses œuvres à Vienne. 
En 2013, il présente une grande exposition en Pologne Kartograf złowrogiej historii. Tara (von Neudorf) -  Le cartographe d'une sinistre histoire. Tara (von Neudorf) au Centre culturel international de Cracovie  Międzynarodowe Centrum Kultury (du 4 septembre au 24 novembre 2013). 
L'artiste vit et travaille à Sibiu et Bucarest. Dans l'église évangélique abandonnée du village de Engelthal en Transylvanie saxonne, il a créé une installation monumentale pour raconter l'histoire de la « fin de la nation », l'histoire des Saxons de Transylvanie, il y a aussi l'atelier de l'artiste.

## Œuvres et expositions
Tara (von Neudorf) appartient à un groupe de jeunes artistes roumains, anciens contestataires représentés par l'Association des artistes en arts visuels, qui à la fin des années 1990 a transformé l'espace privé pour faire de la création artistique, pour conquérir la liberté d'expression artistique.
Expositions personnelles
- 1997 - "Monstrum Humanum Rarrisimum", Art-Café, Sibiu; 1998-Stalingrad", FDG, Sibiu
- 1999 - "C.Z.C.", Clubul colectionarilor, Sibiu
- 2001  -"Territoria Villanova", Galeria Atas, Cluj-Napoca; "Opium"-Centrul Cultural German, Cluj-Napoca
- 2003 - "Endlösung", Galeria de Artã Contremporanã a Muzeului Brukenthal
- 2004 - "Black Romania 2", Bulgakov Café, Cluj-Napoca
- 2005 - "Betrayal", Sigi Café, Sibiu
- 2010 - "A History in the Dark", Galerie Anais, Bucarest[5]
- 2011 - "National Bitch", Galerie Anais, Bucarest[6]
- 2012 - "Raving History", Galerie Anais, Bucarest[7]

Expositions de groupe
- 2002-"Camera 5", Sinagoga, Cluj-Napoca
- 2002, 2003-Salonul D.W.S., Sibiu
- 2004, 2005-"F.A.Q. About Steve The Great", Galeria H'Art, Bucarest